# Sint-Lodewijkskerk (München)
De Sint-Lodewijkskerk (Duits: Ludwigskirche) is een monumentale rooms-katholieke parochie- en universiteitskerk in München. De kerk werd tussen 1829 en 1844 gebouwd in neoromaanse stijl en bezit het op een na grootste altaarfresco ter wereld. De Lodewijkskerk beïnvloedde met haar rondbogenstijl de architectuur van andere kerken, maar ook treinstations en synagogen in zowel Duitsland als daarbuiten.

## Locatie
De Lodewijkskerk bevindt zich aan de Ludwigstraße 20 in het centrum van München.

## Geschiedenis
Wegens verbouwingen aan het Oorlogsministerie moest de Maximilaankapel worden afgebroken. Hiermee verloor Schönfeld, dat later door het stadsdeel Maxvorstadt zou worden geannexeerd, haar parochiekerk. Deze omstandigheid werd door koning Lodewijk I van Beieren aangegrepen om met een monumentaal gebouw de naar zijn naam vernoemde Ludwigstraße nog meer grandeur te verlenen. De koning stelde in 1828 voor dit doel uit eigen middelen een bedrag van 100.000 gulden ter beschikking. Friedrich von Gärtner werd als architect uitgekozen. De eerste steen van de nieuwe kerk werd, ondanks bezwaren van de magistraat wegens de kosten en de locatie, gelegd op 25 augustus 1829, de feestdag van de heilige Lodewijk.
Wegens oorlogsgevaar, politieke onrust, epidemie en inflatie moest het werk tijdelijk neergelegd worden. Met een nooddak werden de reeds aangebrachte fresco's beschermd. Na een in 1835 gesloten financiële overeenkomst tussen de stad en het koninkrijk Beieren werden de werkzaamheden aan het kerkgebouw hervat. Friedrich von Gärtner werd persoonlijk voor de uiterlijke voltooiing in 1842 verantwoordelijk gesteld. Zo hoopte de stad ook Peter von Cornelius te bewegen vaart te maken met zijn werk aan de fresco's. De koning was wegens een gewijzigde smaak echter zwaar teleurgesteld in de prestaties van Peter von Cornelius. De ergernissen van de koning, waaraan hij tijdens een bezichtiging met de schilder duidelijk uiting gaf, leidden tot een breuk tussen de koning en de schilder. Hierop vertrok Von Cornelius naar Berlijn. Op 8 september werd de Sint-Lodewijkskerk dan ten slotte door aartsbisschop Lothar Anselm von Gebsattel gewijd.
In de jaren 1903-1904 werd het interieur van de kerk gerenoveerd. Men vond de fresco's in het kerkschip weinig indrukwekkend en daarom werden de fresco's aangevuld.

## Verwoesting en herbouw
De Lodewijkskerk ontsnapte tijdens de Tweede Wereldoorlog niet aan zware beschadigingen. Desondanks legde de Amerikaanse bezettingsmacht beslag op de kerk. De kerk bleef tot 1949 in gebruik als garnizoenskerk voor de Amerikanen. In 1948 werd het dak hersteld. De wederopbouw van de kerk werd vanaf 1954 geleid door Erwin Schleich. Bij de reconstructie zag men af om de veranderingen van 1903-1904 te herstellen. Op 10 November 1957 kon het nieuwe hoogaltaar worden ingewijd.
In de jaren 2007-2009 kreeg de kerk het door de architect oorspronkelijk met kleurige geglazuurde pannen geplande dakmozaïek. Kort voor Pasen 2008 ontdekte men in een fresco boven het hoogaltaar blaasjes in het stucwerk. Onderzoek wees uit dat in het begin van de 20e eeuw onder het stucwerk een dunne laag asbest was aangebracht. Tijdens de sluiting van de kerk vanaf de zomer in 2009 werd deze laag asbest verwijderd. Sinds 2010 is de kerk weer voor erediensten en bezoekers geopend.

## Belangrijke kunstwerken
- Het grote fresco Het Laatste Oordeel van Peter von Cornelius uit 1836-1840
- De gevelbeelden van kalksteen van Christus met de vier evangelisten (ontwerp: Ludwig von Schwanthaler)
- Medaillons van de bisschoppen in het kerkschip (Gebhard Fugel, 1904)
- Het sculptuur "Golgotha" (Wilhelm Breitsameter, 2003)

## Walter Klingenbeck
Tot de parochianen van de Lodewijkskerk behoorde Walter Klingenbeck. Klingenbeck was een overtuigd lid van de katholieke vereniging Jungschar St. Ludwig die door het nationaalsocialistische regime werd verboden. Hij werd de drijvende kracht achter een kleine verzetsgroep van zeer jonge Duitsers. Hij versprak zich echter en vertelde anderen over zijn actie in september 1941, toen hij met zwarte verf het V-teken op veertig gebouwen in München schilderde om daarmee de geallieerde overwinning aan te kondigen. Als 17-jarige jongen werd hij op 26 januari 1942 gearresteerd. Zijn verzetsvrienden werden eveneens gearresteerd, maar Klingenbeck nam de verantwoording geheel op zich. Op 5 augustus 1943 werd Klingenbeck op 19-jarige leeftijd terechtgesteld door onthoofding. Walter Klingenbeck werd in het martyrologium van de katholieke kerk opgenomen en behoort daarmee tot de martelaren die in het plafondfresco van de viering worden afgebeeld.

## Afbeeldingen

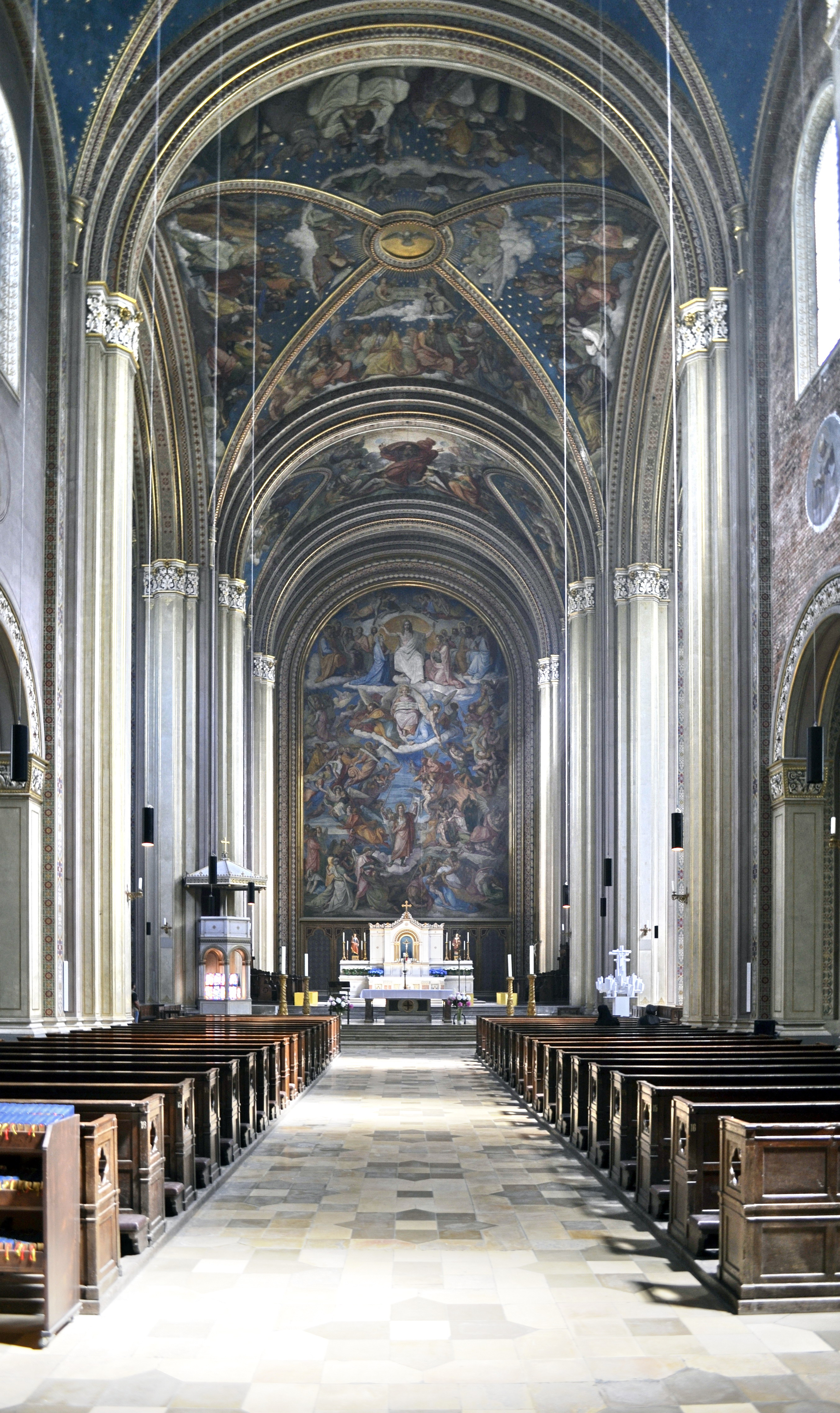
Interieur
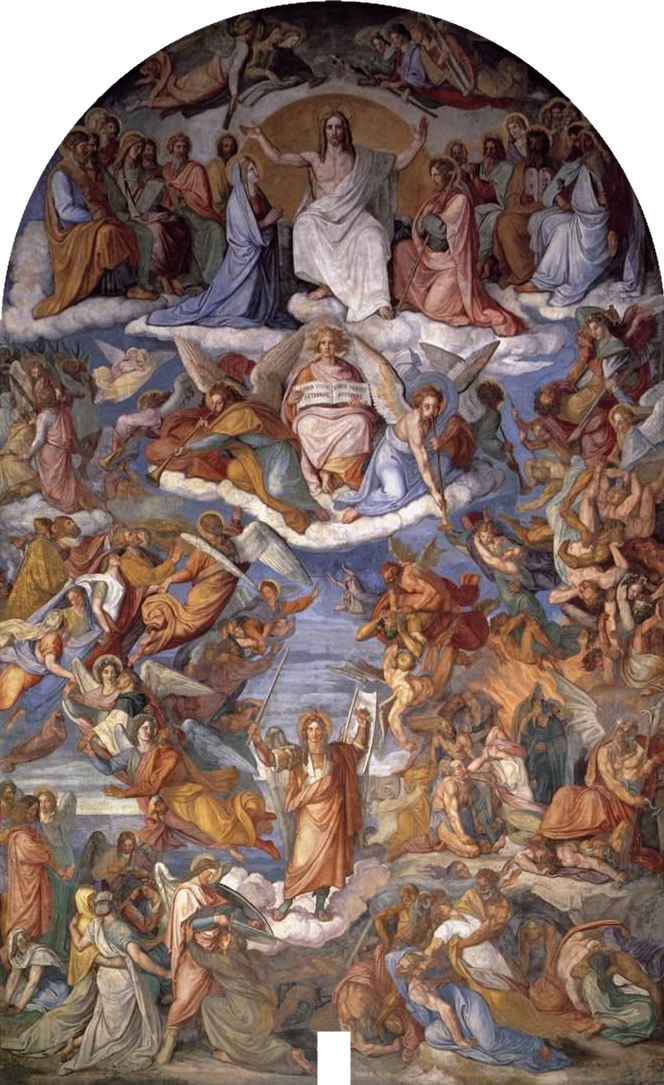
Fresco Het Laatste Oordeel, Peter von Cornelius
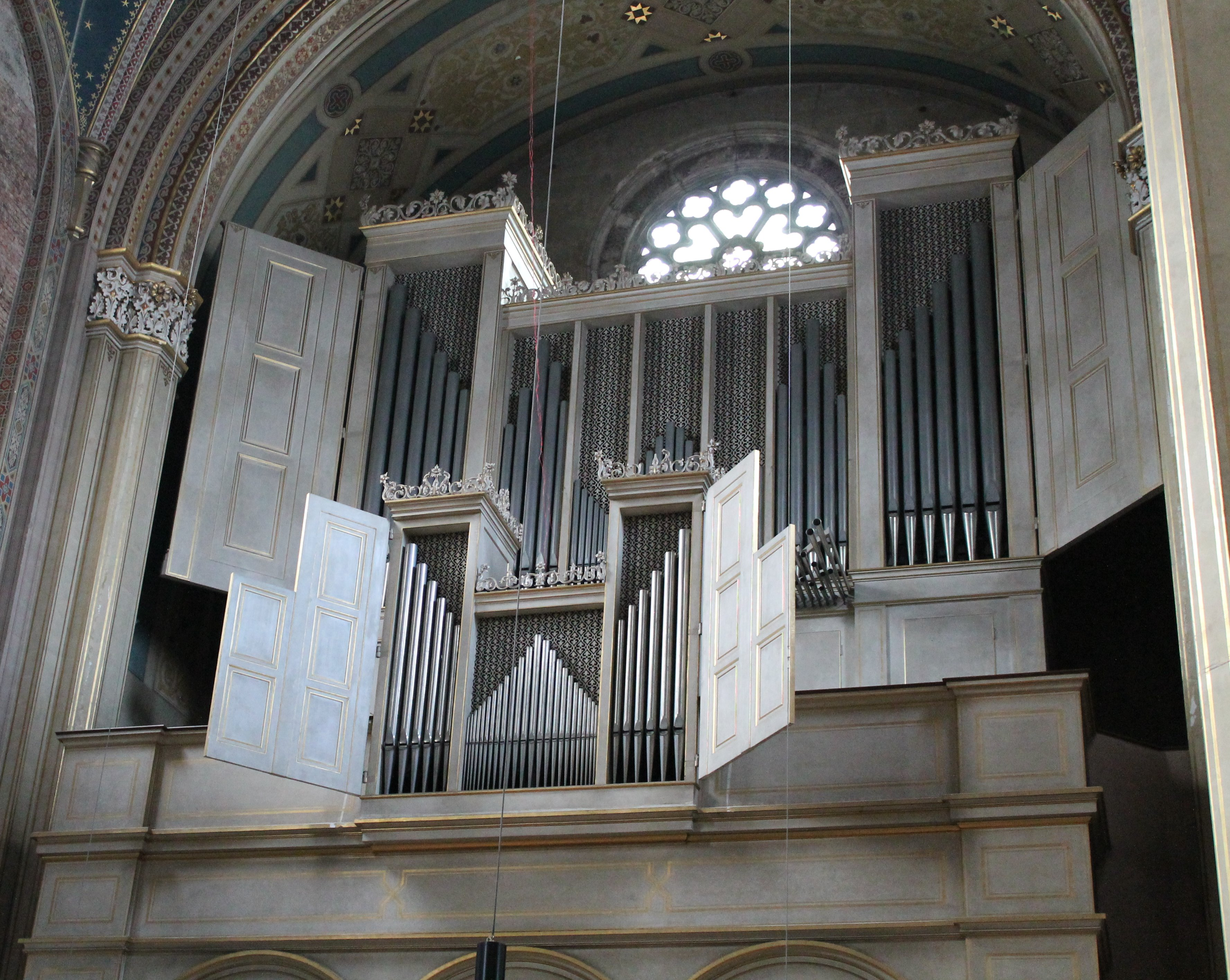
Orgel
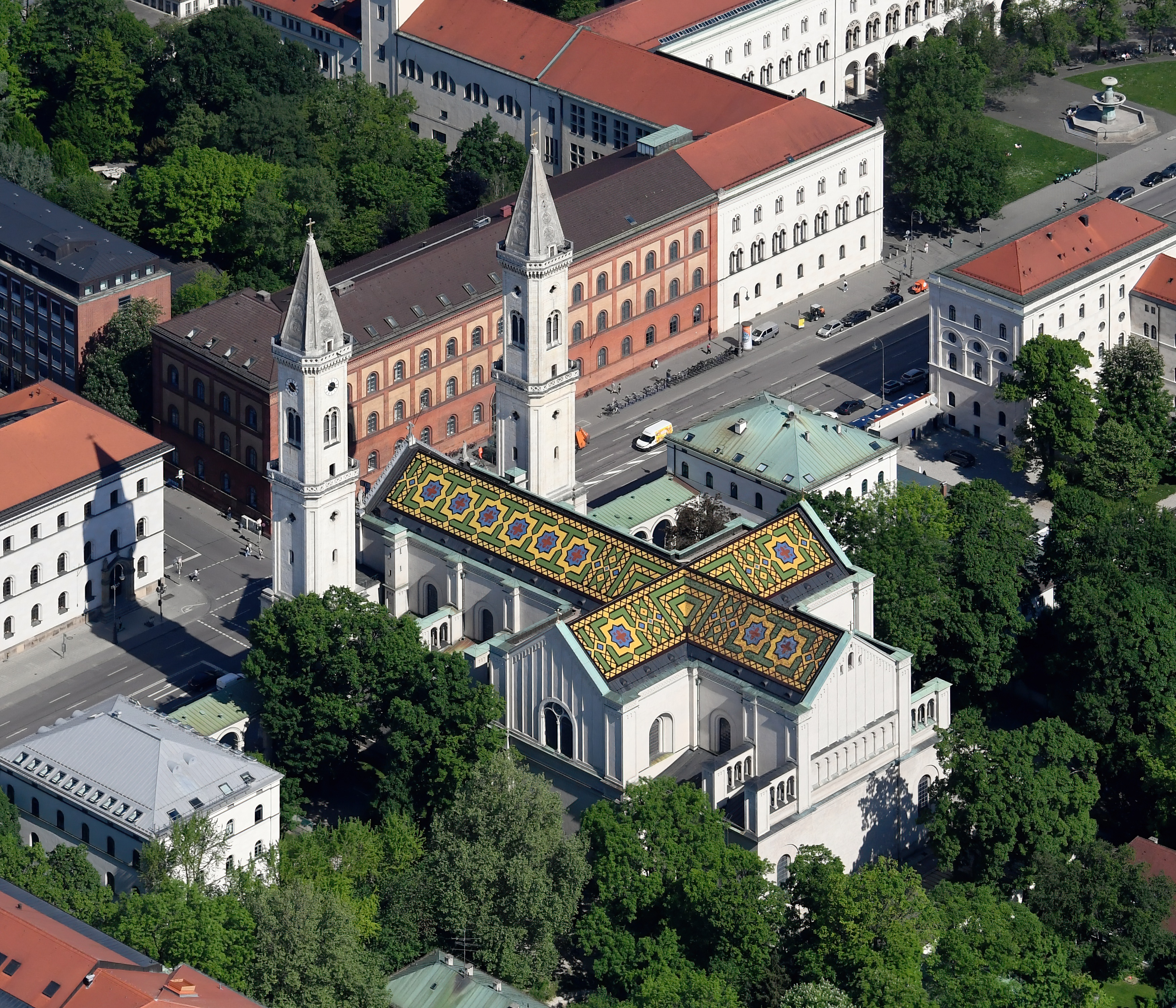
Het nieuwe mozaïekdak